# 肖恩·怀特
肖恩·怀特（英語：Shaun White，1986年9月3日—），美国单板滑雪运动员、滑板运动员和音乐家。他是三届冬奥会单板滑雪男子U型池金牌得主。他也拥有获得最多世界极限运动会金牌和最多冬奥会单板滑雪金牌的纪录，另外他还获得十个ESPY奖。他的外号是“飞翔的番茄”。肖恩·怀特宣佈他會於2022年北京冬奥会后退役。